# Jacek Wojaczek
Jacek Wojaczek (ur. 6 stycznia 1975) – polski rugbysta, występuje w Arce od początku jej istnienia, czyli od 1996 roku. Reprezentant Polski w tej dyscyplinie. W kadrze wystąpił w 30 spotkaniach, w których zdobył łącznie 30 punktów. Czterokrotny  Mistrz Polski w barwach Arki Gdynia - 2004, 2005, 2011, 2015. Oprócz tego w 2000 roku grał w dokumentalnym filmie Sylwestra Latkowskiego pod tytułem To my, rugbiści.

## Filmografia
- To my, rugbiści (jako on sam, 2000, film dokumentalny w reżyserii Sylwestra Latkowskiego)